# Jacques de Besson
Jacques Besson d’Ormeschwiller où Joseph Bexon d’Ormschwiller, né le 19 octobre 1738 à Volmunster (Lorraine), mort le 13 mai 1814 à Sarre-Albe (Moselle), est un général français de la Révolution et de l’Empire.

## États de service
Il entre en service comme lieutenant en second dans le régiment de Nassau-Saarbruck le 10 octobre 1745, il devient capitaine dans les volontaires étrangers le 1er juin 1756. Le 1er janvier 1760, il est nommé capitaine de dragons dans le même régiment, et aide major le 24 avril 1760.
Le 25 mars 1763, il est fait chevalier de Saint-Louis, et le 5 décembre 1776, il commande l'escadron de chasseurs du régiment d'Orléans-dragons. Le 2 juin 1777, il est major au régiment de dragons de La Rochefoucauld, et le 10 mai 1782, il est nommé lieutenant-colonel du 10e régiment de chasseurs. Il est admis à la retraite le 12 avril 1787. 
Rappelé à l'activité, il est nommé général de brigade le 14 juin 1793, et il est affecté à l'armée de la Moselle le 7 septembre 1793. Mis en non-activité le 28 janvier 1794. Il est nommé et exerce la fonction de préfet de la Sarre du 22 juin 1800 à 1803.
Il meurt le 13 mai 1814 à Sarre-Albe.
Son frère est Claude de Bexon (1736-1807), évêque de Namur (1802-1803) puis chanoine de Saint-Denis.

## Sources
- (pl) « Napoléon.org.pl »
- « Les préfets » (version du 15 août 2008 sur Internet Archive)
- Étienne Charavay, Correspondance général de Carnot, tome 4, imprimerie Nationale, 1907.